# Корсаково-2
Корсако́во-2 (рос. Корсаково-2) — село у складі Хабаровського району Хабаровського краю, Росія. Входить до складу Корсаковського сільського поселення.

## Населення
Населення — 66 осіб (2010; 41 у 2002).
Національний склад (станом на 2002 рік):
- росіяни — 49 %
- корейці — 49 %